# Вспомогательные пигменты
Вспомогательные пигменты — светопоглощающие соединения фотосинтезирующих организмов, которые работают в сочетании с хлорофиллом а, выполняя светособирающую или светозащитную функции. К ним относятся различные формы хлорофилла, например хлорофилл b в зеленых водорослях и светособирающих антеннах высших растений или хлорофиллы с или d у других водорослей. Кроме того есть много других вспомогательных пигментов таких как каротиноиды или фикобилипротеины, которые также поглощают свет и передают его энергию на главный пигмент фотосистемы. Некоторые из этих вспомогательных пигментов, в частности каротиноиды, служат для поглощения и рассеивания избыточной энергии света и являются антиоксидантами.
Хлорофиллы и пигменты, связанные с фотосистемами, имеют разные спектры поглощения, поскольку спектры разных хлорофиллов модифицируются их локальным белковым окружением или потому, что вспомогательные пигменты имеют существенные структурные различия. В результате, в естественных условиях, совместный спектр поглощения всех пигментов оказывается шире, чем спектр поглощения каждого из них в отдельности. Это позволяет растениям и водорослям поглощать больший диапазон видимого и инфракрасного излучения. Большинство фотосинтезирующих организмов не поглощают зелёный свет, поэтому под навесом листьев в лесу или под слоем воды, богатой планктоном, преобладает зелёный свет. Этот спектральный эффект называется «зеленое окно». Некоторые организмы, такие как цианобактерии и красные водоросли, содержат вспомогательные пигменты фикобилипротеины, которые дают им возможность поглощают зелёный свет, проходящий на глубину их местообитания.
В водных экосистемах основное влияние на спектр оказывает поглощение воды наряду с растворенным в ней органическим веществом. Это и определяет основные экологические ниши для фототрофных организмов. Шести плечам (спадам поглощения) в спектре поглощения воды на длинах волн между 400 и 1100 нм соответствуют по крайней мере двадцать различных видов фототрофных бактерий. Другой эффект обусловлен общей тенденцией воды поглощать свет с низкой частотой, в то время как органика поглощает свет с большими частотами. Вот почему открытый океан кажется синим и богат видами фототрофов с жёлтой окраской такими как Prochlorococcus, который содержит дивинил-хлорофилл a и b. Synechococcus окрашен в красный благодаря фикоэритрину и адаптирован к прибрежным условиям, тогда как фикоцианин позволяет этим цианобактериям процветать в более тёмных водах.